# Чурилово (Собинский район)
Чурилово — деревня в Собинском районе Владимирской области России, входит в состав Толпуховского сельского поселения.

## География
Деревня расположена на берегу речки Колочка (бассейн Клязьмы) в 7 км на восток от центра поселения деревни Толпухово и в 26 км на северо-восток от райцентра города Собинка.

## История
Село Чурилово в начале XVII столетия до упразднения монастырских вотчин принадлежало патриаршему домовому Николаевскому Волосову монастырю, а после перешло в ведомство государственных имуществ. В начале XVII столетия здесь была уже церковь во имя святого пророка Илии, что подтверждается в патриарших окладных книгах 1628 года, где сказано, что «церковь святого пророка Илии в патриаршей вотчине Волосове монастыре в селе Чурилове дани 19 алтын с деньгою». С 1631 по 1656 годы почему-то церковь не писалась в окладных книгах. Может быть, церковь запустела или дань была пожалована Волосову монастырю. В 1679 году произведено было размежевание церковной земли и крестьянской села Чурилова: причту отведено было по 6 дес. в 3-х полях и поставлены были межевые знаки. В 1720 году указом патриарха приказано было разобрать ветхую церковь в селе Чурилове и на место ее построить новую, также в честь святого пророка Илии. Вероятно, эта деревянная церковь существовала до устройства каменной церкви в 1817 году. Трапеза этой церкви расширена в 1872 году. При церкви каменная колокольня, построенная одновременно с нею; крест на церкви четырехконечный, с полулунием внизу. Престолов в церкви три: в холодной – в честь Тихвинской иконы Божией Матери, в теплой – в честь святого пророка Илии и Божией Матери «Всех скорбящих радости». Приход состоял из села Чурилова, села Волосова, из 8 деревень и сельца Лухонца. В 1893 году в приходе 870 душ мужского пола и 894 женского. В Чурилове с 1887 года существовала церковно-приходская школа в доме диакона.
В конце XIX — начале XX века село входило в состав Одерихинской волости Владимирского уезда.
С 1929 года деревня являлась центром Чуриловского сельсовета Ставровского района, с 1932 года — в составе Волосовского сельсовета Собинского района, с 1945 года — в составе Ставровского района, с 1965 года — в Собинском районе, с 1976 года в составе Толпуховского сельсовета, с 2005 года — в составе Толпуховского сельского поселения.

## Население
| 1859 | 1905 | 1926 | 2002 | 2010 | 2021 |
| ---- | ---- | ---- | ---- | ---- | ---- |
| 311  | ↘232 | ↘208 | ↘1   | ↗8   | ↗9   |

## Достопримечательности
В селе находится действующая Церковь Тихвинской иконы Божией Матери (1817-1872).